# No Mundo do Extremamente Permitido
No Mundo do Extremamente Permitido é o décimo nono álbum de estúdio da banda Catedral, lançado de forma independente em março de 2018. O registro é conceitual, tecendo críticas a diversas temáticas sociais contemporâneas.
O álbum recebeu críticas desfavoráveis, apontando o desgaste criativo da banda e seu rápido retorno após uma suposta "despedida" anunciada durante a turnê de 25 anos da mesma.

## Faixas
1. "Ladrão"
2. "No Mundo do Extremamente Permitido"
3. "Quando Alguém é Tudo"
4. "Se Eu Pudesse"
5. "Não Há Nada"
6. "Nudez de Alma"
7. "Obra-Prima"
8. "Tolerância"
9. "Catarse"
10. "O Chefe da Quadrilha" (faixa bônus)
11. "Sobreviventes" (faixa bônus)

## Ficha técnica
| Críticas profissionais | Críticas profissionais |
| Avaliações da crítica  | Avaliações da crítica  |
| Fonte                  | Avaliação              |
| ---------------------- | ---------------------- |
| Super Gospel           | [ 1 ]                  |

Banda
- Kim: Voz
- Júlio Cezar: Baixo
- Eliaquim Guilherme Morgado: Bateria
- Diego Cezar: Guitarras e violões
- Caíque Rocha: Teclados